# (34205) Mizerak
2000 QR57 (asteroide 34205) é um asteroide da cintura principal. Possui uma excentricidade de 0.16560180 e uma inclinação de 4.64037º.
Este asteroide foi descoberto no dia 26 de agosto de 2000 por LINEAR em Socorro.